# Lunow-Stolzenhagen
Lunow-Stolzenhagen [ˈluːnoː-] ist eine amtsangehörige Gemeinde am nordöstlichen Rand des Landkreises Barnim in Brandenburg. Der Ort wird vom Amt Britz-Chorin-Oderberg verwaltet.

## Geografie
Der Ort liegt am linken Ufer der Oder etwa 27 Kilometer nordöstlich der Kreisstadt Eberswalde. Die östliche Gemeindegrenze bildet die Staatsgrenze zwischen der Bundesrepublik Deutschland und der Republik Polen.

## Gemeindegliederung
Die Gemeinde besteht aus den Ortsteilen Lunow und Stolzenhagen. Wohnplätze sind Lunower Dammhaus und Vorwerk Steinberg.

## Geschichte
1315 wurde Stolzenhagen erstmals urkundlich in einer Grenzbeschreibung erwähnt, bereits 1313 taucht Lunow erstmals in einer Urkunde auf.
Auf eine lange zurückreichende Tradition im Gemeindegebiet kann der Tabakanbau zurückblicken. Um das Jahr 1900 wurde hier der Zufallssämling Apfel aus Lunow entdeckt, der einstmals als schmackhafter Universalapfel weit verbreitet war.
Lunow und Stolzenhagen gehörten seit 1817 zum Kreis Angermünde in der Provinz Brandenburg und ab 1952 zum Kreis Eberswalde im DDR-Bezirk Frankfurt (Oder). Seit 1993 liegen die Orte im brandenburgischen Landkreis Barnim.
Die Gemeinde entstand am 1. März 2002 aus dem freiwilligen Zusammenschluss der bis dahin selbstständigen Gemeinden Lunow und Stolzenhagen, die heute die beiden Ortsteile bilden. Zum Ort gehören auch die Wohnplätze Lunower Dammhaus und Vorwerk Steinberg.

## Bevölkerungsentwicklung
| Jahr | Lunow | Stolzenhagen |      | Jahr | Lunow- Stolzenhagen |
| ---- | ----- | ------------ | ---- | ---- | ------------------- |
| 1875 | 1.190 | 506          | 2002 | 1286 |                     |
| 1910 | 1.286 | 520          | 2005 | 1219 |                     |
| 1939 | 1.456 | 414          | 2010 | 1194 |                     |
| 1946 | 1.885 | 465          | 2015 | 1208 |                     |
| 1950 | 1.972 | 549          | 2020 | 1185 |                     |
| 1971 | 1.456 | 406          | 2021 | 1159 |                     |
| 1990 | 1.177 | 233          | 2022 | 1149 |                     |
| 1995 | 1.084 | 208          | 2023 | 1148 |                     |
| 2000 | 1.098 | 213          | 2024 | 1143 |                     |
| 2001 | 1.091 | 213          |      |      |                     |

Gebietsstand des jeweiligen Jahres, Einwohnerzahl: Stand 31. Dezember (ab 1991), ab 2011 auf Basis des Zensus 2011, ab 2022 auf Basis des Zensus 2022

## Politik

### Gemeindevertretung
Die Gemeindevertretung von Lunow-Stolzenhagen besteht aus zehn Gemeindevertretern und der ehrenamtlichen Bürgermeisterin. Die Kommunalwahl am 9. Juni 2024 führte bei einer Wahlbeteiligung von 74,6 % zu folgendem Ergebnis:
| Partei / Wählergruppe                                | Stimmenanteil 2019 | Sitze 2019 |        | Stimmenanteil 2024 | Sitze 2024 |
| ---------------------------------------------------- | ------------------ | ---------- | ------ | ------------------ | ---------- |
| Allgemeine Interessengemeinschaft Lunow-Stolzenhagen | 44,2 %             | 4          | 44,8 % | 4                  |            |
| Aktionsbündnis Lunow-Stolzenhagen                    | 36,8 %             | 4          | 41,3 % | 4                  |            |
| CDU                                                  | 07,9 %             | 1          | 08,2 % | 1                  |            |
| Einzelbewerberin Marica Püschel                      | –                  | –          | 05,7 % | 1                  |            |
| Wählergemeinschaft Feuerwehr Lunow-Stolzenhagen      | 08,0 %             | 1          | –      | –                  |            |
| Bündnis 90/Die Grünen                                | 03,1 %             | –          | –      | –                  |            |
| Insgesamt                                            | 100 %              | 10         | 100 %  | 10                 |            |

### Bürgermeisterin
- seit 2003: Andrea von Cysewski[11]

Andrea von Cysewski wurde in der Bürgermeisterwahl am 26. Mai 2019 ohne Gegenkandidat mit 87,9 % der gültigen Stimmen wiedergewählt. Am 9. Juni 2024 wurde sie wiederum ohne Gegenkandidat mit 83,9 % der gültigen Stimmen in ihrem Amt bestätigt. Ihre Amtszeit beträgt fünf Jahre.

## Sehenswürdigkeiten
In der Liste der Baudenkmale in Lunow-Stolzenhagen und in der Liste der Bodendenkmale in Lunow-Stolzenhagen stehen die in der Denkmalliste des Landes Brandenburg eingetragenen Kulturdenkmale.

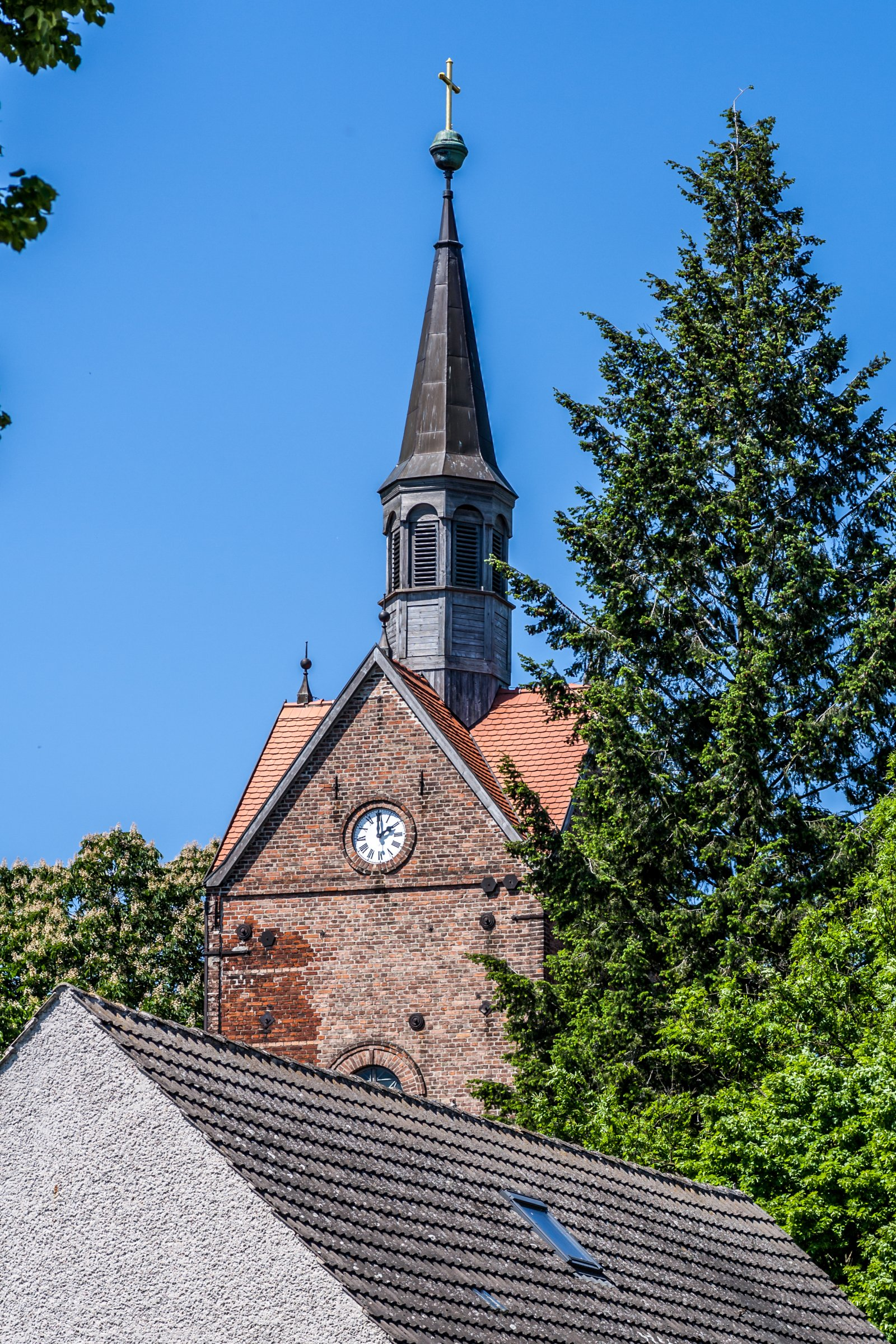
Turm der Dorfkirche Lunow
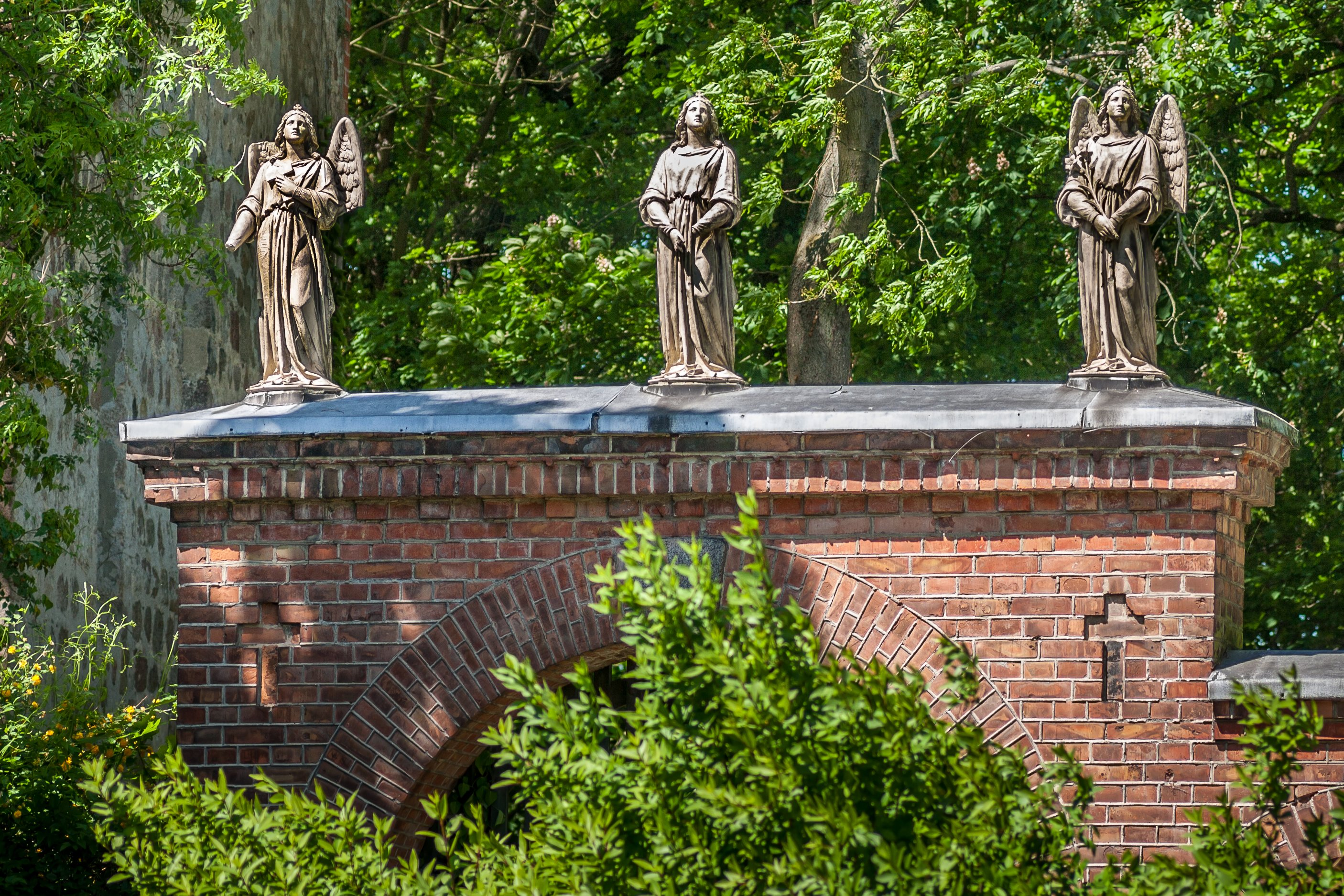
Drei Schutzengel auf dem Friedhofsportal Lunow
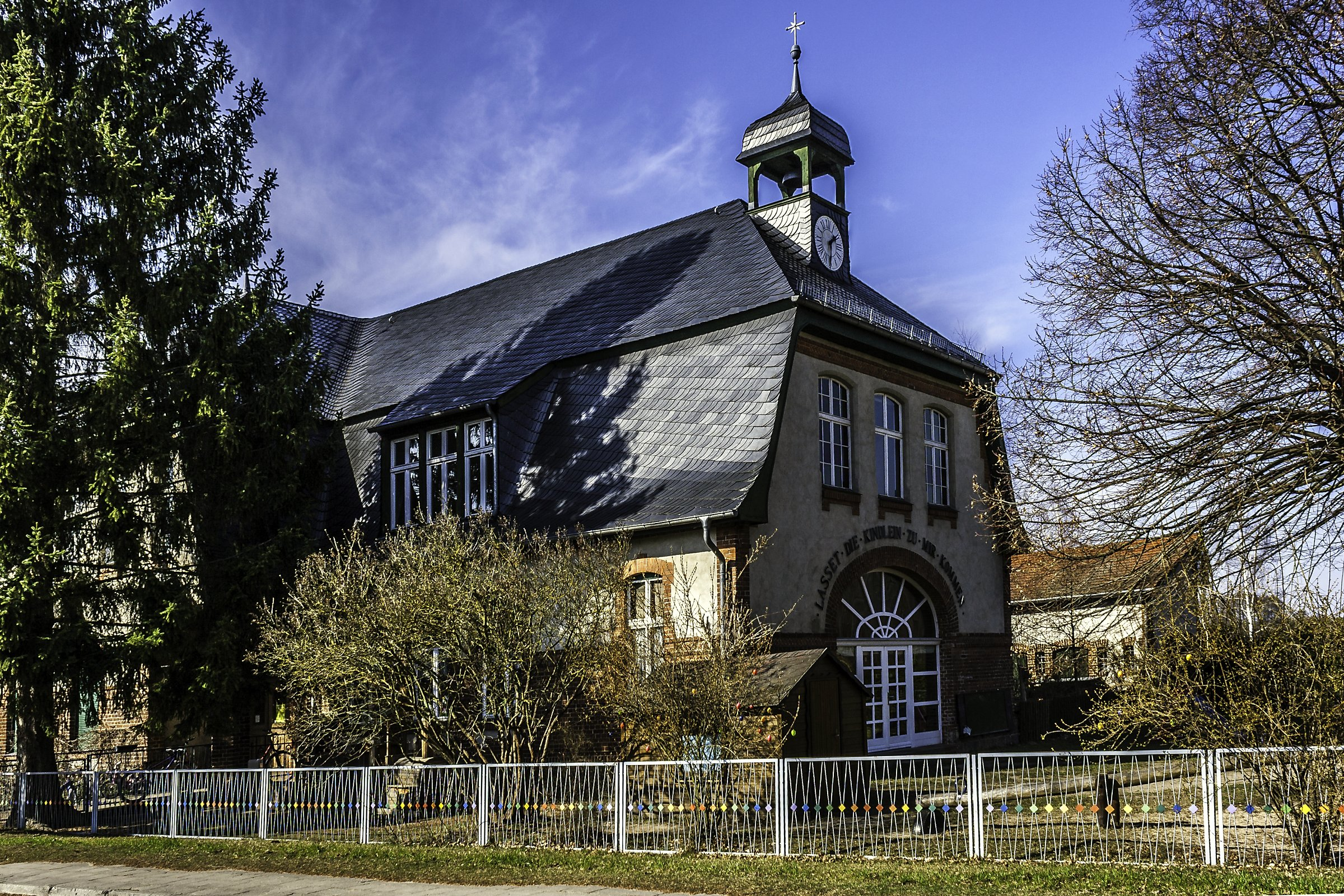
Evangelischer Kindergarten Lunow
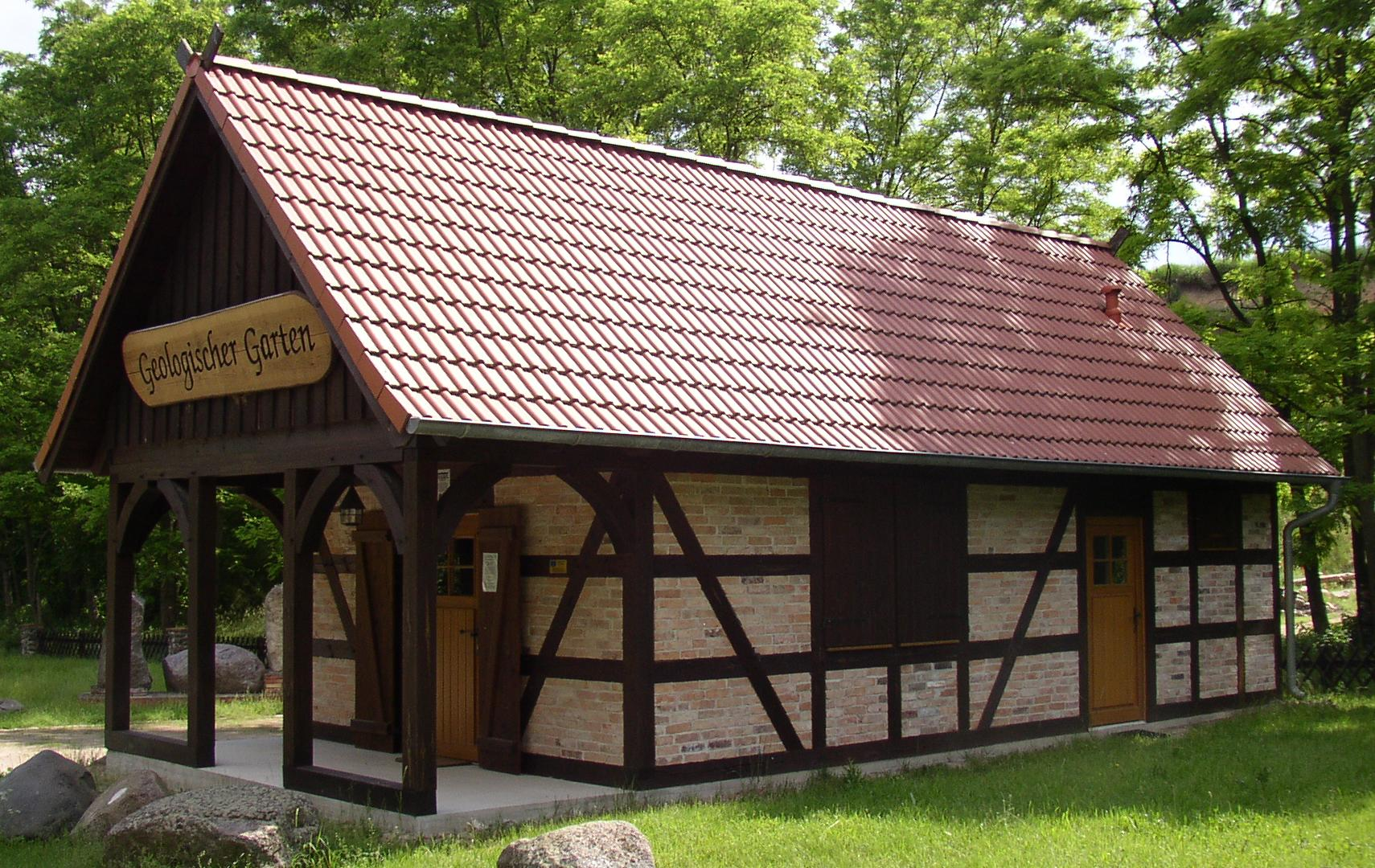
Vorlaubenhaus im Geologischen Garten in Stolzenhagen
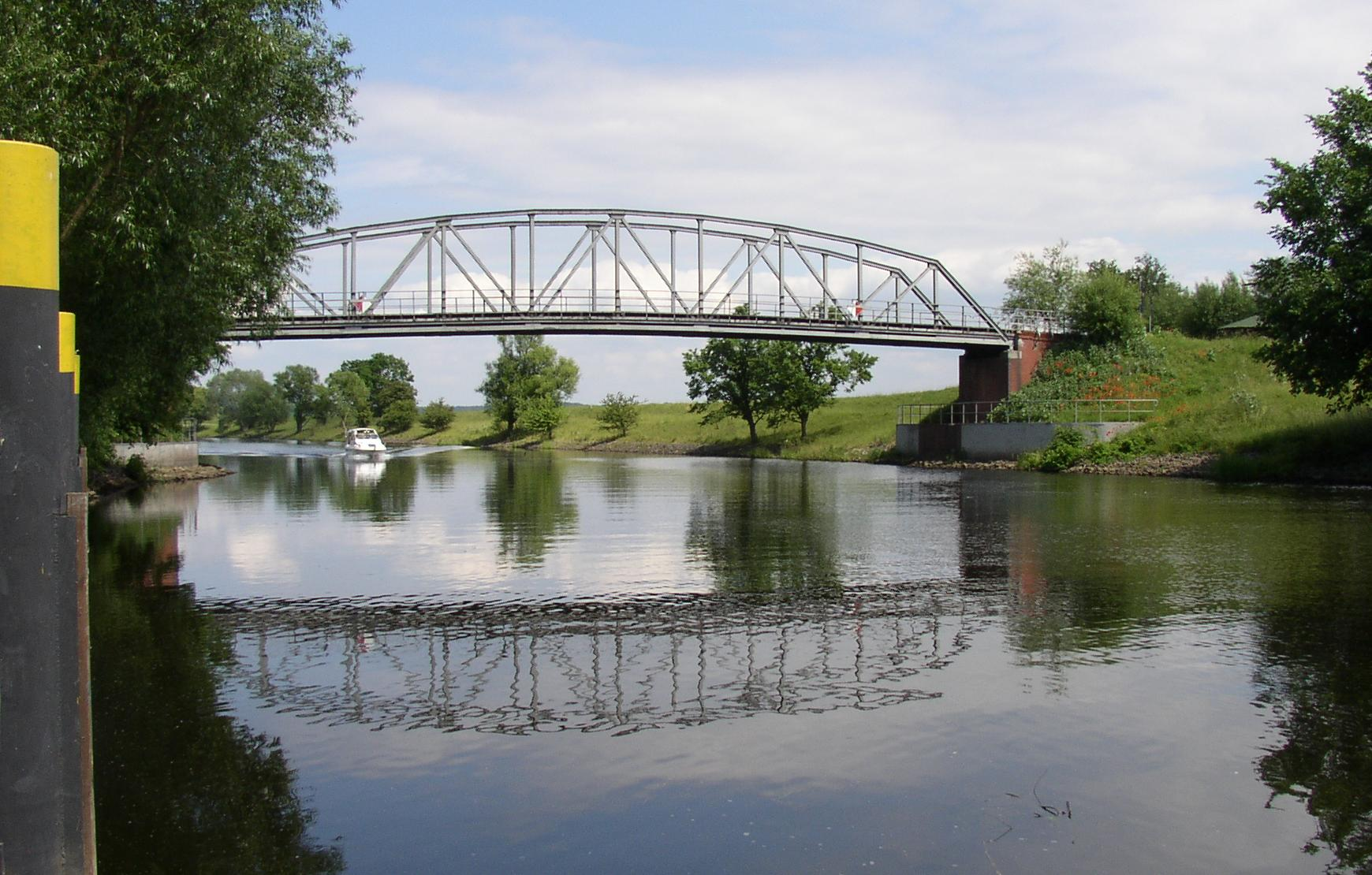
Brücke über die Hohensaaten-Friedrichsthaler Wasserstraße in Stolzenhagen
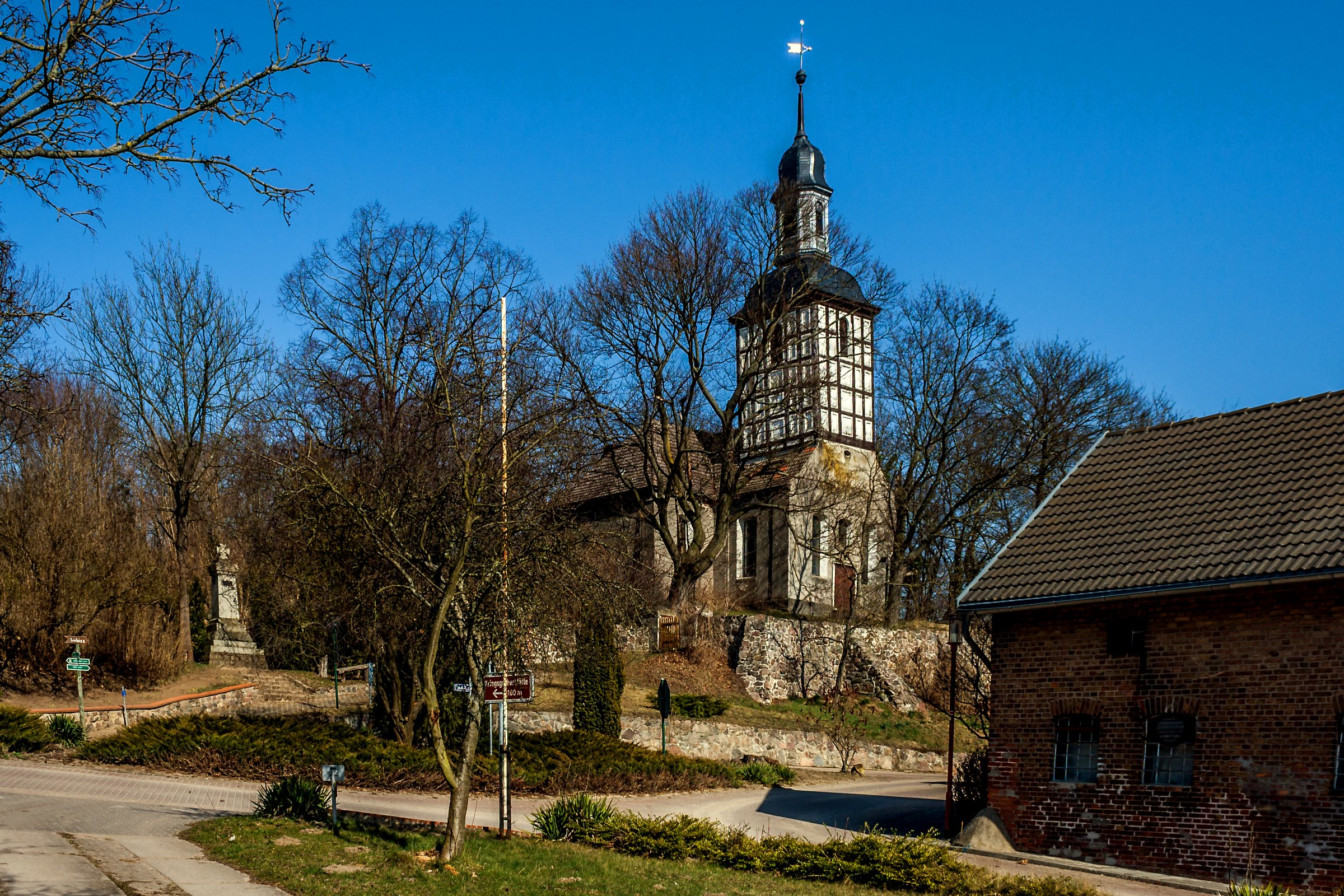
Kirche Stolzenhagen

 Ponderosa Tanzland 
In der nationalen und internationalen Tanzszene ist Stolzenhagen aufgrund der Aus- und Weiterbildungsangebote des örtlich ansässigen Ponderosa e. V. bekannt. Der Verein wurde im Jahr 2000 gegründet. Jedes Jahr zwischen Mai und September reisen mehrere hundert Künstler auf das 'Gut Stolzenhagen', um an dem Kursprogramm unter der künstlerischen Leitung von Stephanie Maher teilzunehmen. Zu den ausbildenden Tanzpädagogen zählen renommierte Choreografen und Tanzlehrer, wie z. B. Sara Shelton Mann, Keith Hennessey, Meg Stuart, Jess Curtis, Kathleen Hermesdorf etc. Neben der künstlerischen Ausbildung ist der Verein auch in Bereichen der regionalen Entwicklung aktiv. Die Aktivitäten werden zu einem Großteil aus den Kursgebühren finanziert, teilweise stehen regionale und überregionale Fördergelder zur Verfügung. Für sein Engagement wurde der Ponderosa e. V. im Jahr 2011 mit dem 'Barnimer Kulturpreis' ausgezeichnet.

## Verkehr
Lunow-Stolzenhagen liegt an der Landesstraße L 283 zwischen Parsteinsee und Hohensaaten.

## Persönlichkeiten
- Johannes K. G. Niedlich (1949–2014), Graphiker, in Lunow geboren